# Рибно (Мронґовський повіт)
Рибно (пол. Rybno, нім. Ribben) — село в Польщі, у гміні Сорквіти Мронґовського повіту Вармінсько-Мазурського воєводства.
Населення — 461 особа (2011).

## Демографія
Демографічна структура станом на 31 березня 2011 року:
|          | Загалом | Допрацездатний вік | Працездатний вік | Постпрацездатний вік |
| -------- | ------- | ------------------ | ---------------- | -------------------- |
| Чоловіки | 234     | 58                 | 164              | 12                   |
| Жінки    | 227     | 52                 | 132              | 43                   |
| Разом    | 461     | 110                | 296              | 55                   |